# Flistad
Flistad is een plaats in de gemeente Skövde in het landschap Västergötland en de provincie Västra Götalands län in Zweden. De plaats heeft 52 inwoners (2005) en een oppervlakte van 18 hectare. Flistad wordt voornamelijk omringd door landbouwgrond (vooral akkers), maar er liggen ook een aantal kleine stukjes bos rondom de plaats. Bij de plaats ligt de kerk Flistads kyrka de oudste delen van deze kerk stammen uit de 12de eeuw. De stad Skövde ligt zo'n twintig kilometer ten zuidwesten van het dorp.